# Бочинор
Бочинор (также встречается название Боконор) — озеро в Качугском районе Иркутской области. Расположено на высоте 756 м над уровнем моря.

## Географическое положение
Озеро расположено посреди широкой сильно заболоченной равнины, напоминающей тундру, примерно в 88 километрах по прямой от районного центра — посёлка Качуг, примерно в 50 километрах от населённого пункта Вершина Тутуры и в 15 километрах от озера Эконор. Добраться к озеру возможно только на автомобиле повышенной проходимости. Летом проезд затруднён из-за сильной заболоченности местности.

## Топонимика
С местного бурятского диалекта название Бочинор (Боконор) переводится как маленькое озеро.

## Географические характеристики
Озеро представляет собой совокупность трёх расширений, которые соединены широкими короткими проливами. Площадь озера составляет 0,5 км², площадь водосбора — 126 км², длина — порядка 3 км, ширина — порядка 300 м. Максимальная глубина достигает 3 метров, средняя составляет от 0,5 до 1 метра. Берега Бочинора низкие, кочковато-торфяниковые, сильно заболочены. Дно практически полностью покрыто водной растительностью. Вода имеет болотный вкус.

### Притоки и вытекающие реки
В северо-западной части в Бочинор впадает протока, вытекающая из озера Эконор. Озеро сточное, через него протекает река Нотай, впадающая в западную часть и вытекающая из юго-восточной.

## Данные водного реестра
По данным государственного водного реестра России озеро относится к Ленскому бассейновому округу, водохозяйственный участок — Киренга. Речной бассейн — Лена.
Код объекта в государственном водном реестре — 18030000311117100000119.

## Флора и фауна
В озере в большом количестве обитает гаммарус. Из рыб наиболее часто встречаются окунь, сорога, елец, щука. В истоке реки Нотай изредка фиксировался налим. Бо́льшая часть рыбы заходит в озеро в осенний и весенний период по рекам, зимой же покидает водоём. Озеро является ключевой территорией обитания орлана-белохвоста.